# Alexandru Isvoranu
Alexandru Isvoranu a fost un preot și profesor universitar român. Acesta s-a născut pe 19 aprilie 1953 în județul Gorj (localitatea Borăscu), din părinții Ion și Maria. A terminat Seminarul Teologic "Grigorie Teologul" (1968-1973) din Craiova și Facultatea de Teologie din București (în 1977). Din anul 1978 a început să fie profesor la seminarul pe care îl absolvise. Din anul 1992, a devenit cadru didactic universitar la Facultatea de Teologie din Craiova (1). În acel an, s-a înființat Facultatea. Din 1994, a devenit lector. A devenit conferențiar din 2001. Din 2008 a devenit profesor universitar. În anul 2000, a devenit doctor în Studiul Vechiului Testament. A scris 9 cărți ca autor unic. Altele trei au fost scrise în colaborare. A lăsat 50 de studii și articole de specialitate. A fost preot la Dobrotești (iunie 1976 - octombrie 1978). A fost preot la Mofleni din 1979 până în 1984. Din 1991 a fost preot la parohia "Sf. Calinic Cernicanul" (3) A fost preot la Biserica "Sfântul Spiridon" din Craiova din. 1995. În perioada 1976-1980, a fost  membru în comitetul conferinţelor protopopeşti. A fost în perioada 1981-1990 membru în comitetul de redacţie al revistei „Mitropolia Olteniei”. În perioada 2000-2004 a fost îndrumător de an. A organizat 4 excursii tematice cu studentii. A coordonat 70 de lucrări de licență, 10 lucrări gradul didactic I și 6 lucrări gradul I profesional (cler) în domeniul Studiului Vechiului Testament, Arheologie biblică, Introducere în cărţile Vechiului Testament (din 1996 până în 2006). Din opera sa, amintim: Comentariu la Psalmul 50“ (Ed. Sitech, Craiova, 1999), „Aspecte filologice privind traducerea cărţii Rut“ (Ed. Universitaria, Craiova, 2000), „Limba Ebraică. Elemente gramaticale“ (Ed. Universitaria, Craiova, 2000), „Cartea Rut“ (Ed. Universitaria, Craiova, 2001), „Profeţii vechi şi profeţii nescriitori“ (Ed. Universitaria, Craiova, 2006), „Vechiul Testament în preocuparea teologilor români“ (Ed. Universitaria, Craiova, 2006), „Exegeza Vechiului Testament în viziune patriastică“ (Ed. Universitaria, Craiova 2010) etc. (2). A ieșit la pensie în 2018. A decedat pe 8 octombrie 2024, la vârsta de 71 de ani. A fost înmormântat 2 zile mai târziu, pe data de 10 octombrie 2024. Slujba de prohodire a fost săvârșită de IPS Teodosie al Tomisului, PS Nicodim al Severinului și Strehaiei.   
Nota: (3) https://ro.scribd.com/doc/155266943/prprofunivdr-alexandu-isvoranu